# 吉尔伯特·沃尔特·金
吉尔伯特·沃尔特·金OBE （Gilbert Walter King，1871年6月30日—1937年12月23日）是一位英国法官，曾出任英國在華最高法院助理法官。

## 生平
吉尔伯特·沃尔特·金生于印度孟买。 吉尔伯特·沃尔特·金曾就讀於倫敦大學，并获得法学学士学位。 畢業後他在伦敦成為了一名事務律師。 
1903年4月1日，吉尔伯特·沃尔特·金出任英國在華最高法院助理书记员。当时他的哥哥哈罗德·金正担任英國在華最高法院的代理助理法官。1908年，吉尔伯特·沃尔特·金升任司法常務官。 1919年，吉尔伯特·沃尔特·金被格雷律師學院授予大律師資格。 1925年，他被授予大英帝國勳章 。 
1927年11月，他升任英國在華最高法院助理法官。 
1931年，吉尔伯特·沃尔特·金退休。
1937年12月23日，吉尔伯特·沃尔特·金在位於英国賴蓋特的家中去世，享年66岁。 